# Paul Ferdinand Schmidt
Paul Ferdinand Schmidt (* 1878 in Goldap, Ostpreußen; † 1955 in Siegsdorf, Oberbayern) war ein deutscher Kunsthistoriker, Galerist und Kunstkritiker, der sich um die Etablierung der Kunst der Moderne in Deutschland verdient machte.

## Leben
Paul Ferdinand Schmidt begann Jura zu studieren, wechselte dann aber zur Kunstgeschichte, die er in München und Paris studierte. Bei Georg Dehio in Straßburg promovierte er über die Klosterkirche von Maulbronn. Er war Volontär an den Berliner Museen, der Kunstbibliothek und dem Kaiser-Friedrich-Museum. Danach wurde er Leiter der städtischen Kunstsammlungen in Magdeburg, wo er seine Vorstellung vom Kunstsammeln aber nicht umsetzen konnte und bald den Dienst quittierte. In Magdeburg errichtete der Architekt Heinrich Tessenow als Wohnhaus für ihn das Haus zum Wolf.
1908 hatte Schmidt erste Kontakte zu den „Brücke“-Künstlern und wurde passives, also förderndes Mitglied der Künstlervereinigung. Im Oktober 1912 eröffnet er in München eine Kunsthandlung, in der er – erstmals in dieser Stadt – unter anderem Werke von Ernst Ludwig Kirchner und Emil Nolde zeigte. Auf Vermittlung von Fritz Wichert in Mannheim wurde er für die Kunstvermittlung an den Offenbacher Technischen Lehranstalten engagiert. Mit Beginn des Ersten Weltkriegs wurde die Lehrtätigkeit eingestellt und Schmidt musste sich mit Führungen über Wasser halten, bis er selbst einberufen wurde.
1919 wurde er Direktor für die neuere Kunst am Stadtmuseum Dresden. Seine progressive Ankaufspolitik führte dazu, dass er 1924 auf Betreiben reaktionärer Kreise entlassen wurde. Schmidt übersiedelte 1924 nach Berlin und trat in den Erich Reiss Verlag ein, dem er einen Kunsthandel angliederte. John Schikowski engagierte ihn dann für die aktuelle Kunstberichterstattung des Vorwärts, da sich Schikowski auf Literatur, Theater und Tanz beschränken wollte.
Trotz seiner politisch eher linken, wohl der SPD nahestehenden Einstellung zählte Schmidt nach der „Machtergreifung“ der Nationalsozialisten zu den Kunstwissenschaftlern und -publizisten, die versuchten, der Kunst der Moderne und insbesondere des Expressionismus weiterhin ein Forum zu bieten. Er publizierte – u. a. unter dem Pseudonym „F. Paul“ – eine Reihe von Aufsätzen in der Zeitschrift Kunst der Nation, darunter über August Macke und Emil Nolde. Dies endete 1935, sicherlich auch, weil sich die NS-Kulturpolitik nun eindeutig auf die Verfemung dieser Kunst ausrichtete.
Vor den Kriegswirren floh Schmidt in den 1940er Jahren nach Süddeutschland.
Obwohl Schmidt als einer der Wegbereiter der Moderne vor und nach dem Ersten Weltkrieg gelten kann, ist er heute weitgehend in Vergessenheit geraten. Seit den 1910er Jahren zählte er zu den Wiederentdeckern der deutschen Kunst der ersten Hälfte des 19. Jahrhunderts. Die Malerei der Nazarener und die Kunst des Biedermeier sah er dabei in der zeitgenössischen Neuen Sachlichkeit zu neuer Geltung kommen.
Der schriftliche Nachlass befindet sich im Deutschen Kunstarchiv im Germanischen Nationalmuseum in Nürnberg.

## Porträt
- Gemälde von Otto Dix, 1924, Staatsgalerie Stuttgart

## Arbeit als Publizist
Schmidt publizierte Ausstellungs- und Literaturrezensionen in den Feuilletons zahlreichen Tageszeitungen, etwa: Frankfurter Zeitung, Hamburgischer Correspondent, Hannoverscher Kurier, Königsberger Allgemeine Zeitung, Magdeburgische Zeitung, Der Tag, Vorwärts.
Als Kunsthistoriker bevorzugte er die Malerei der deutschen Romantik und des Biedermeier, die er gegen die „romanische Fremdherrschaft“ in der Kunst in Schutz nahm. Die Spätromantik, deren Beginn er bereits in den Jahren 1825–1830 ansetzte, betrachtete er als eine Verfallszeit.
Neben seinen Büchern publizierte er regelmäßig in den Fach- und Publikumszeitschriften seiner Zeit:
Cicerone, Die Horen, Kunst für alle, Deutsche Kunst und Dekoration, Die neue Kunst in Deutschland, Kunstgewerbeblatt, Monatshefte für Kunstwissenschaft, Kunst der Nation, Kunst der Zeit, Kunst und Künstler, Das Kunstblatt, Kunstchronik, Der Kunstwanderer, dem von Georg Biermann, Leipzig, herausgegebenen Jahrbuch der Jungen Kunst, Monatshefte für Kunstwissenschaft, Der Querschnitt, Sozialistische Monatshefte, Das Tage-Buch, Velhagen und Klasings Monatshefte, Weltbühne, Zeitschrift für bildende Kunst NF.
Nach 1945: Aussaat. Zeitschrift für Kunst und Wissenschaft, Der Kunsthandel.
Für das Allgemeine Lexikon der bildenden Künstler von Ulrich Thieme und Felix Becker verfasste er zahlreiche Artikel, vor allem über Künstler des 19. Jahrhunderts, darunter Karl Philipp Fohr und Adam Friedrich Oeser.

## Publikationen
- Maulbronn. Die baugeschichtliche Entwicklung des Klosters im 12. und 13. Jahrhundert und sei Einfluß auf die schwäbische und fränkische Architektur. Heitz, Straßburg 1903.
- Frankfurt am Main. Buchschmuck von L. Pollitzer. Klinkhardt & Biermann, Leipzig 1906.
- Der Dom zu Magdeburg. Ein kurzer Führer durch seine Architektur, Plastik und dekorative Kunst. Peters, Magdeburg 1911.
- Das Leben des Malers Karl Fohr. Furche-Verlag, Berlin 1918.
- Joseph von Führichs religiöse Kunst. Hrsg. und mit einer Einführung von Paul Ferdinand Schmidt, Furche Kunstgaben. Furche-Verlag, Berlin 1920.
- Herausgeber: Otto Dix. Radierwerke I und II. Dresden 1921.
- Herausgeber: Künstler der Gegenwart. Buchreihe mit vier Beiträgen. R. Kaemmerer Verlag, Dresden 1921/1922.
- Biedermeiermalerei. Zur Geschichte und Geistigkeit der deutschen Malerei in der ersten Hälfte des 19. Jahrhunderts. Delphin, München 1921.
- Gessner. Der Meister der Idylle (= Kleine Delphin Kunstbücher, Folge 4.19). Delphin, München 1921.
- Deutsche Malerei um 1800. Band 1: Landschaftsmalerei von 1750-1830. Piper München 1922.
- Johann Caspar Schneider. Ein Mainzer Maler. Von Elsa Neugarten, nach ihrem Tode hrsg. von Paul Ferdinand Schmidt. Mainz 1922.
- Die Kunst der Gegenwart. Die sechs Bücher der Kunst. Band 6. Akademische Verlagsgesellschaft Athenaion, Berlin-Babelsberg ohne Jahr [1922, Neuauflage 1926].
- Otto Dix. Neue Kunst, Köln ohne Jahr [1923].
- Philipp Otto Runge. Reihe: Deutsche Meister. Insel, Leipzig 1923.
- Die Lukasbrüder. Der Overbecksche Kreis und seine Erneuerung der religiösen Malerei. Furche Kunstverlag, Berlin 1924.
- Alfred Kubin. Mit einer Selbstbiographie des Künstlers. Klinkhardt & Biermann, Leipzig 1924.
- Deutsche Malerei um 1800. Band 2: Bildnis und Komposition vom Rokoko bis zu Cornelius. Piper, München 1928.
- Alfred Kubin. Ausstellungskatalog Moderne Galerie Wertheim, April–Mai. Globushaus, Berlin 1929.
- Emil Nolde. Klinkhardt & Biermann, Leipzig 1929.
- Otto Müller. Das graphische Werk. Ausstellungskatalog. Berlin 1931.
- Unsentimentale Reisen. Einundzwanzig Reise-Essays. Droemer, Wiesentheid (Unterfranken) 1949.
- Lebenslauf. Ohne Ort (Siegsdorf), ohne Jahr (1953).
- Geschichte der modernen Malerei. Kohlhammer, Stuttgart 1952 (mehrere, erweiterte Auflagen)
- Wanderungen in Deutschland und ein Blick über seine Grenzen. Kohlhammer, Stuttgart 1953.